# Cerastes boehmei
Espèce
Cerastes boehmei est une espèce de serpents de la famille des Viperidae. 

## Répartition
Cette espèce est endémique du centre de la Tunisie. Elle se rencontre dans la région de Beni Khedache.

## Description
La femelle holotype mesure 218,5 mm dont 25,5 mm pour la queue.

## Étymologie
Cette espèce est nommée en l'honneur de Wolfgang Böhme.

## Publication originale
- (en) Philipp Wagner et Thomas M. Wilms, « A crowned devil: new species of Cerastes Laurenti, 1768 (Ophidia, Viperidae) from Tunisia, with two nomenclatural comments », Bonn Zoological Bulletin (en), vol. 57, no 2,‎ 2010, p. 297–306 (lire en ligne, consulté le 20 décembre 2020).